# Luwuk
Luwuk – miasto w Indonezji na wyspie Celebes w prowincji Celebes Środkowy. Ośrodek administracyjny dystryktu Banggai; 49 tys. mieszkańców (2001).
Leży na wschodnim półwyspie u podnóża gór Batui nad cieśniną Peleng. Port rybacki, mały port lotniczy Bubung; ośrodek turystyczny.